# Earomyia bazini
Earomyia bazini is een vliegensoort uit de familie van de Lonchaeidae. De wetenschappelijke naam van de soort is voor het eerst geldig gepubliceerd in 1932 door Seguy.